# AJPW World Junior Heavyweight Championship
L'AJPW World Junior Heavyweight Championship è un titolo di wrestling promosso dalla All Japan Pro Wrestling riservato unicamente ai lottatori appartenenti alla categoria di peso dei Junior Heavyweight, dal peso inferire ai 100 kg.
Il titolo è attivo a partire dal 1986, quando la AJPW lo assegnò per la prima volta a Hiro Saito.

## Storia
Il titolo nasce in seguito al ritiro del NWA International Junior Heavyweight Championship ed è stato progettato per esserne ideologicamente il successore, riprendendolo anche nel design. Il titolo NWA fu disattivato nel giugno 1986, e il 31 luglio il nuovo titolo AJPW fu assegnato in un torneo, vinto da Hiro Saito che sconfisse in finale Brad Armstrong.
La cintura cambiò una prima volta il suo design il 27 agosto 2017. Il 3 giugno 2019, l'allora campione Atsushi Aoki morì in un incidente stradale e la AJPW decise di ritirare la cintura, consegnandola alla famiglia. Una nuova cintura, con un design rinnovato, debuttò il 3 gennaio 2020.

## Albo d'oro
Statistiche aggiornate al 14 marzo 2025. 
| #  | Campione           | Regno | Data              | Giorni | Località            | Evento                                | Note | Fonti       |
| -- | ------------------ | ----- | ----------------- | ------ | ------------------- | ------------------------------------- | --- | ----------- |
| 1  | Hiro Saito         | 1     | 31 luglio 1986    | 115    | Tokyo, Giappone     | House show                            | Saito divenne il campione inaugurale vincendo un torneo, sconfiggendo Brad Armstrong in finale.                                    | [ 2 ]       |
| 2  | Kuniaki Kobayashi  | 1     | 23 novembre 1986  | 41     | Tokyo, Giappone     | House show                            | | [ 3 ]       |
| 3  | Masanobu Fuchi     | 1     | 3 gennaio 1987    | 748    | Tokyo, Giappone     | House show                            | | [ 3 ]       |
| 4  | Joe Malenko        | 1     | 20 gennaio 1989   | 5      | Fukuoka, Giappone   | House show                            | | [ 3 ]       |
| 5  | Mighty Inoue       | 1     | 25 gennaio 1989   | 42     | Osaka, Giappone     | House show                            | | [ 3 ]       |
| 6  | Masanobu Fuchi     | 2     | 8 marzo 1989      | 39     | Tokyo, Giappone     | House show                            | | [ 3 ]       |
| 7  | Shinichi Nakano    | 1     | 16 aprile 1989    | 4      | Tokyo, Giappone     | House show                            | | [ 3 ]       |
| 8  | MItsuo Momota      | 1     | 20 aprile 1989    | 72     | Osaka, Giappone     | House show                            | | [ 3 ]       |
| 9  | Joe Malenko        | 2     | 1 luglio 1989     | 111    | Ōmiya-ku, Giappone  | House show                            | | [ 3 ] [ 4 ] |
| 10 | Masanobu Fuchi     | 3     | 20 ottobre 1989   | 1.309  | Nagoya, Giappone    | House show                            | | [ 3 ]       |
| 11 | Dan Kroffat        | 1     | 21 maggio 1993    | 94     | Sapporo, Giappone   | House show                            | | [ 3 ]       |
| 12 | Masanobu Fuchi     | 4     | 23 agosto 1993    | 323    | Shizuoka, Giappone  | House show                            | | [ 3 ]       |
| 13 | Dan Kroffat        | 1     | 12 luglio 1994    | 425    | Kagoshima, Giappone | House show                            | | [ 3 ] [ 5 ] |
| 14 | Yoshinari Ogawa    | 1     | 10 settembre 1995 | 294    | Tokyo, Giappone     | House show                            | | [ 3 ]       |
| 15 | Masanobu Fuchi     | 1     | 30 giugno 1996    | 24     | Tokyo, Giappone     | House show                            | | [ 3 ]       |
| 16 | Tsuyoshi Kikuchi   | 1     | 24 luglio 1996    | 175    | Tokyo, Giappone     | House show                            | | [ 3 ]       |
| 17 | Yoshinari Ogawa    | 2     | 15 gennaio 1997   | 219    | Tokyo, Giappone     | House show                            | | [ 3 ]       |
| 18 | Maunakea Mossman   | 1     | 22 agosto 1997    | 294    | Tokyo, Giappone     | House show                            | | [ 3 ]       |
| -  | Vacante            | -     | 12 giugno 1998    | -      | -                   | -                                     | Il titolo fu reso vacante quando Mossman passò alla divisione Heavyweight.                                                         |             |
| 19 | Yoshinari Ogawa    | 3     | 19 luglio 1998    | 698    | Niigata, Giappone   | Summer Action Series                  | Ogawa vinse un torneo per riassegnare il titolo vacante, sconfiggendo in finale Satoru Asako.                                      |             |
| -  | Vacante            | -     | 16 giugno 2000    | -      | -                   | -                                     | Reso vacante in seguito alla partenza di Ogawa e di altri wrestler per fondare la Pro Wrestling Noah.                              |             |
| 20 | Kendo Kashin       | 1     | 13 aprile 2002    | 670    | Tokyo, Giappone     | Grand Champion Carnival               | In uno spareggio per riassegnare il titolo vacante, sconfiggendo Masanobu Fuchi                                                    |             |
| -  | Vacante            | -     | 12 febbraio 2004  | -      | -                   | -                                     | Il titolo fu reso vacante per prolungata inattività                                                                                |             |
| 21 | Kaz Hayashi        | 1     | 22 febbraio 2004  | 323    | Tokyo, Giappone     | Excite Series                         | In uno spareggio per riassegnare il titolo vacante, sconfiggendo Blue-K.                                                           |             |
| 22 | Taka Michinoku     | 1     | 10 gennaio 2005   | 285    | Tokyo, Giappone     | Kaientai Dojo CLUB-K                  | In un incontro in cui era in palio anche il Strongest-K Championship detenuto da Hayashi.                                          | [ 6 ]       |
| 23 | Shuji Kondo        | 1     | 22 ottobre 2005   | 483    | Tokyo, Giappone     | Shining Series                        | | [ 7 ]       |
| 24 | Katsuhiko Nakajima | 1     | 17 febbraio 2007  | 378    | Tokyo, Giappone     | Pro Wrestling Love Vol. 2             | | [ 8 ]       |
| 25 | Silver King        | 1     | 1 marzo 2008      | 59     | Tokyo, Giappone     | Pro Wrestling Love Vol. 4             | | [ 9 ]       |
| 26 | Ryuji Hijikata     | 1     | 29 aprile 2008    | 152    | Nagoya, GIappone    | Growin' Up                            | | [ 10 ]      |
| 27 | Naomichi Marufuji  | 1     | 28 settembre 2008 | 131    | Yokohama, Giappone  | Flashing                              | |             |
| 28 | Kaz Hayashi        | 1     | 6 febbraio 2009   | 695    | Tokyo, Giappone     | Excite Series                         | |             |
| 29 | Minoru             | 1     | 2 gennaio 2011    | 152    | Tokyo, Giappone     | New Year Shining Series               | |             |
| -  | Vacante            | -     | 3 giugno 2011     | -      | -                   | -                                     | Il titolo fu reso vacante in seguito alla sospensione di Minoru                                                                    |             |
| 30 | Kai                | 1     | 19 giugno 2011    | 126    | Tokyo, Giappone     | Pro Wrestling Love                    | In uno spareggio per riassegnare il titolo vacante, sconfiggendo Shuji Kondo.                                                      |             |
| 31 | Kenny Omega        | 1     | 23 ottobre 2011   | 217    | Tokyo, Giappone     | Pro Wrestling Love                    | |             |
| 32 | Kai                | 2     | 27 maggio 2012    | 77     | Tokyo, Giappone     | Rise Up                               | |             |
| 33 | Hiroshi Yamato     | 1     | 12 agosto 2012    | 143    | Tokyo, Giappone     | Summer Impact                         | |             |
| 34 | Shuji Kondo        | 2     | 2 gennaio 2013    | 52     | Tokyo, Giappone     | New Year Shining Series               | In un incontro in cui era in palio anche il GHC Junior Heavyweight Championship detenuto da Kondo.                                 |             |
| 35 | Yoshinobu Kanemaru | 1     | 23 febbraio 2013  | 295    | Tokyo, Giappone     | Excite Series                         | |             |
| 36 | Ultimo Dragon      | 1     | 15 dicembre 2013  | 165    | Tokyo, Giappone     | Fan Appreciation Day                  | |             |
| 37 | Atsushi Aoki       | 1     | 29 maggio 2014    | 302    | Tokyo, Giappone     | Super Power Series                    | |             |
| 38 | Kotaro Suzuki      | 1     | 27 marzo 2015     | 234    | Tokyo, Giappone     | Dream Power Series                    | |             |
| -  | Vacante            | -     | 16 novembre 2015  | -      | -                   | -                                     | Reso vacante in seguito alla partenza di Suzuki                                                                                    |             |
| 39 | Atsushi Aoki       | 2     | 21 febbraio 2016  | 119    | Tokyo, Giappone     | Excite Series                         | Ogawa vinse il torneo Jr. Battle of Glory per riassegnare il titolo vacante, sconfiggendo in finale Hikaru Sato.                   |             |
| 40 | Hikaru Sato        | 1     | 19 giugno 2016    | 70     | Tokyo, Giappone     | Dynamite Series                       | |             |
| 41 | Soma Takao         | 1     | 28 agosto 2016    | 91     | Tokyo, Giappone     | Peter Pan                             | In un evento promosso dalla DDT Pro-Wrestling                                                                                      |             |
| 42 | Keisuke Ishii      | 1     | 27 novembre 2016  | 152    | Tokyo, Giappone     | Zen Nihon Pro Wrestling               | |             |
| 43 | Hikaru Sato        | 2     | 28 aprile 2017    | 93     | Okayama, Giappone   | Champion Carnival                     | |             |
| 44 | Tajiri             | 1     | 30 luglio 2017    | 28     | Osaka, Giappone     | Summer Action Series                  | |             |
| 45 | Ultimo Dragon      | 2     | 27 agosto 2017    | 55     | Tokyo, Giappone     | Summer Explosion                      | |             |
| 46 | Tajiri             | 2     | 21 ottobre 2017   | 105    | Yokohama, Giappone  | Akiyama & Omori Debut 25° Anniversary | | [ 11 ]      |
| 47 | Atsushi Aoki       | 3     | 3 febbraio 2018   | 204    | Yokohama, Giappone  | Twilight Blues                        | |             |
| 48 | Koji Iwamoto       | 1     | 26 agosto 2018    | 27     | Chiba, Giappone     | Summer Explosion                      | |             |
| 49 | Shuji Kondo        | 3     | 22 settembre 2018 | 68     | Fukuoka, Giappone   | Royal Road                            | |             |
| 50 | Koji Iwamoto       | 2     | 29 novembre 2018  | 172    | Nagoya, Giappone    | Real World Tag League                 | |             |
| 51 | Atsushi Aoki       | 4     | 20 maggio 2019    | 184    | Tokyo, Giappone     | Super Power Series                    | Il 3 giugno 2019 Aoki morì in un incidente stradale. La AJPW annunciò che sarebbe stato riconosciuto campione fino al 20 novembre. | [ 12 ]      |
| -  | Vacante            | -     | 20 novembre 2019  | -      | -                   | -                                     | Reso vacante in seguito alla morte di Aoki e alla scadenza di sei mesi per le difese titolate.                                     | [ 13 ]      |
| 52 | Susumu Yokosuka    | 1     | 3 gennaio 2020    | 204    | Tokyo, Giappone     | New Year Wars                         | Yokosuka vinse un torneo per riassegnare il titolo vacante, sconfiggendo in finale Hikaru sato.                                    | [ 14 ]      |
| 53 | Koji Iwamoto       | 3     | 25 luglio 2020    | 210    | Tokyo, Giappone     | Summer Action Series                  | | [ 15 ]      |
| 54 | Cima               | 1     | 20 febbraio 2021  | 109    | Nagoya, Giappone    | Excite Series                         | | [ 16 ]      |
| 55 | Koji Iwamoto       | 4     | 9 giugno 2021     | 17     | Tokyo, Giappone     | Dynamite Series                       | | [ 17 ]      |
| 56 | Francesco Akira    | 1     | 26 giugno 2021    | 26     | Tokyo, Giappone     | Champions Night                       | | [ 18 ]      |
| 57 | Sugi               | 1     | 22 luglio 2021    | 86     | Tokyo, Giappone     | Summer Action Series                  | |             |
| 58 | Izanagi            | 1     | 16 ottobre 2021   | 61     | Tokyo, Giappone     | Champions Night 2                     | | [ 19 ]      |
| 59 | Super Crazy        | 1     | 16 dicembre 2021  | 18     | Tokyo, Giappone     | Prime Night                           | |             |
| 60 | Sugi               | 2     | 3 gennaio 2022    | 51     | Tokyo, Giappone     | New Year Wars                         | |             |
| 61 | Hikaru Sato        | 3     | 23 febbraio 2022  | 116    | Tokyo, Giappone     | Excite Series                         | | [ 20 ]      |
| 62 | Tiger Mask         | 1     | 19 giugno 2022    | 91     | Tokyo, Giappone     | 50º anniversario                      | |             |
| 63 | Atsuki Aoyagi      | 1     | 29 maggio 2023    | 33     | Tokyo, Giappone     | Super Power Series                    | |             |
| 64 | Naruki Doi         | 1     | 19 febbraio 2023  | 99     | Tokyo, Giappone     | Excite Series                         | | [ 21 ]      |
| 65 | Atsuki Aoyagi      | 1     | 29 maggio 2023    | 33     | Tokyo, Giappone     | Super Power Series                    | | [ 22 ]      |
| 66 | El Lindaman        | 1     | 2 luglio 2023     | 182    | Tokyo, Giappone     | Summer Action Series                  | | [ 23 ]      |
| 67 | Dan Tamura         | 1     | 31 dicembre 2023  | 69     | Tokyo, Giappone     | Mania X                               | | [ 24 ]      |
| 68 | Rising Hayato      | 1     | 9 marzo 2024      | 126    | Tokyo               | Dream Power Series                    | |             |
| 69 | Naruki Doi         | 2     | 13 luglio 2024    | 244+   | Osaka               | Summer Action Series                  | |             |